# Сэквилл, Чарльз, 6-й граф Дорсет
Чарльз Сэквилл, 6-й граф Дорсет и 1-й граф Миддлсекс (англ. Charles Sackville, 6th Earl of Dorset and 1st Earl of Middlesex; 24 января 1643 — 29 января 1706) — английский дворянин, поэт и придворный.

## Ранняя жизнь
Родился 24 января 1643 года. Сын Ричарда Сэквилла, 5-го графа Дорсета (1622—1677). Его матерью была леди Фрэнсис Крэнфилд (1622—1687), сестра и наследница Лайонела Крэнфилда, 3-го графа Мидлсекса (1625—1674), поместья которого он унаследовал в 1674 году, получив титул барона Крэнфилда из Крэнфилда в графстве Мидлсекс и графа Мидлсекса в 1675 году.
27 августа 1677 года после смерти своего отца Чарльз Сэквилл унаследовал титулы 6-го графа Дорсета и 6-го барона Бакхерста из Бакхерста.
Он получил частное образование и провел некоторое время за границей с частным репетитором, вернувшись в Англию незадолго до Реставрации.

## Карьера

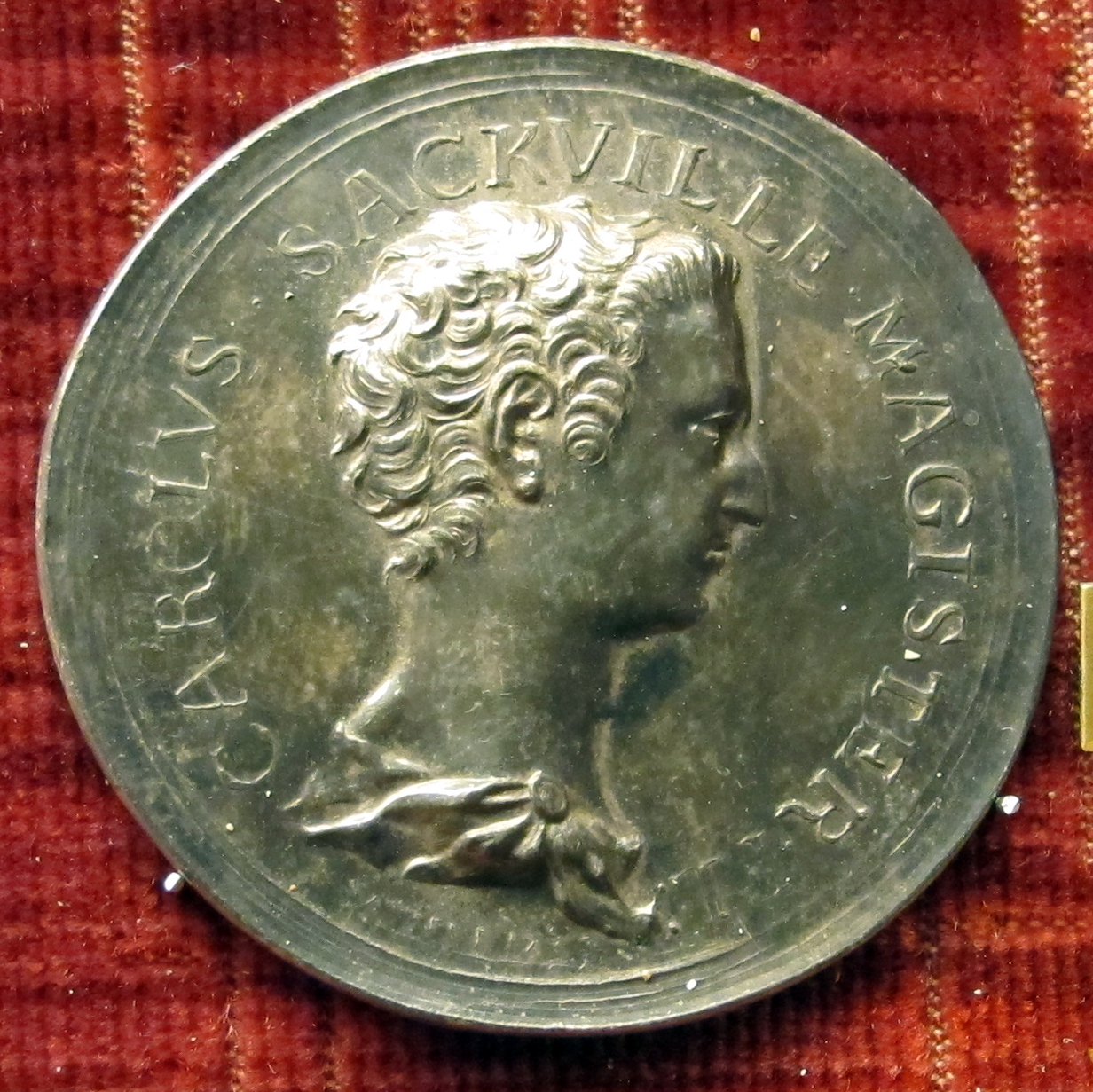
Медаль Лоренца Наттера с изображением Чарльза Сэквилля.

Во время первого парламента короля Карла II Чарольз Сэквилл баллотировался от Ист-Гринстеда в Сассексе. Однако у него не было вкуса к политике, но он завоевал в Уайтхолле репутацию придворного и острослова.
Он понес свою долю в эксцессах, которыми были известны сэр Чарльз Седли и лорд Рочестер. В 1662 году Чарльзу Сэквиллу, его брату Эдварду и трем другим джентльменам было предъявлено обвинение в ограблении и убийстве кожевника по имени Хоппи. Защита заключалась в том, что они преследовали воров и приняли Хоппи за разбойника. Судя по всему, они были оправданы, поскольку, когда в 1663 году Седли судили за грубое нарушение общественной приличия в Ковент-Гардене, Чарльз Сэквилл, который был одним из преступников, был (по словам Сэмюэля Пипса) допрошен лордом-главным судьей «Неужели он так скоро забыл о своем тогдашнем освобождении и что ему подобало бы молиться, прося у Бога прощения, чем теперь снова бежать на такие курсы».

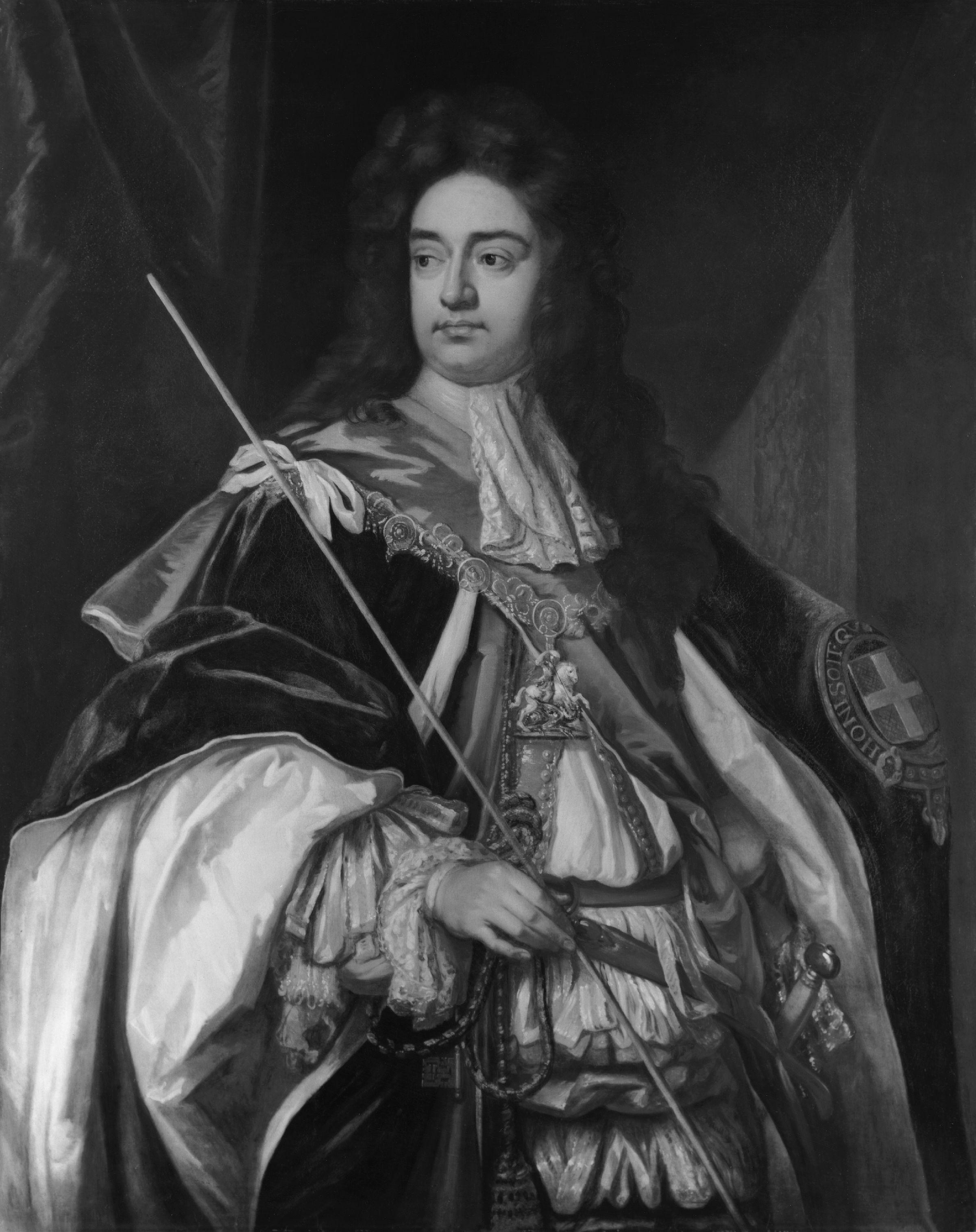
Портрет Чарльза Сэквилла работы Годфрид Кнеллер, 1694 г.

Что-то в его характере делало его глупости менее неприятными для граждан, чем глупости других повес, поскольку он никогда не был полностью непопулярен, и, как говорят, Рочестер сказал Карлу II, что «он не знает, как это бывает, милорд Дорсет мог бы сделать это». ничего, но никогда не был виноват". В 1665 году он вызвался служить под началом герцога Йоркского во время Второй англо-голландской войны. Его знаменитая песня «To All You Ladies Now at Land» была написана, по словам Прайора, в ночь перед победой над бароном Обдамом у Харвича (3 июня 1665 г.). Сэмюэл Джонсон, отметив, что редко какая-нибудь великолепная история является полностью правдивой, сказал, что граф Оррери сказал ему, что ее только в тот раз отредактировали.
В 1667 году Сэмюэл Пипс сетовал на то, что Чарльз Сэквилл выманил Нелл Гвин из театра и что вместе с Седли они вместе вели веселый дом в Эпсоме. В следующем году король ухаживал за Гвин, и её Карл Второй, как она его называла (Чарльз Харт, бывший любовник, будучи ее Карлом Первым), был отправлен с «побегом без рукавов» во Францию, чтобы быть подальше от способ. В 1678 году он чудом избежал смерти от рук невменяемого графа Пембрука, с которым он вел судебный процесс.
Его веселость и остроумие обеспечили ему неизменную благосклонность Карла II, но не особенно рекомендовали его Якову II, который, к тому же, не мог простить графу Дорсету пасквили на его любовницу, Кэтрин Седли, графиню Дорчестер. Поэтому после вступления Якова II на престол он ушел из суда. Сэквилл согласился с приглашением Вильгельма Оранского, который сделал его тайным советником, лордом-камергером (1689 г.) и кавалером Подвязки (1692 г.). Во время отсутствия Вильгельма в 1695-1698 годах Чарльз Сэквилл был одним из лордов-судей королевства. В 1699 году он был избран членом Королевского общества.
Он был щедрым покровителем литераторов. Когда Джона Драйдена лишили звания лауреата, лорд Дорсет назначил ему эквивалентную пенсию из собственного кошелька. Мэтью Прайор, посвящая свои «Стихи о нескольких случаях» (1709) сыну Дорсета, утверждает, что с его мнением консультировался Эдмунд Уоллер; что герцог Бекингем отложил публикацию своей репетиции до тех пор, пока его не уверили, что Дорсет больше не будет репетировать с ним; и что Сэмюэл Батлер и Уильям Уичерли оба были обязаны ему своим первым признанием. Похвала Прайора Дорсету, без сомнения, экстравагантна, но когда его юношеские безумства закончились, он, кажется, развил в себе безупречные качества, и хотя стихотворений, которые он оставил, очень мало, ни одно из них не лишено достоинств. Ему адресованы «Опыт сатиры» Драйдена и посвящение «Опыта драматической поэзии». Хорас Уолпол («Каталог благородных авторов», IV) говорил, что он обладал таким же остроумием, как и его первый хозяин или его современники Бекингем и Рочестер, без королевского недостатка чувств, герцогского недостатка принципов или недостатка мысли графа; и Уильям Конгрив сообщил о нем, когда он умирал, что он проявил больше остроумия, чем другие люди в лучшем состоянии здоровья.

## Браки

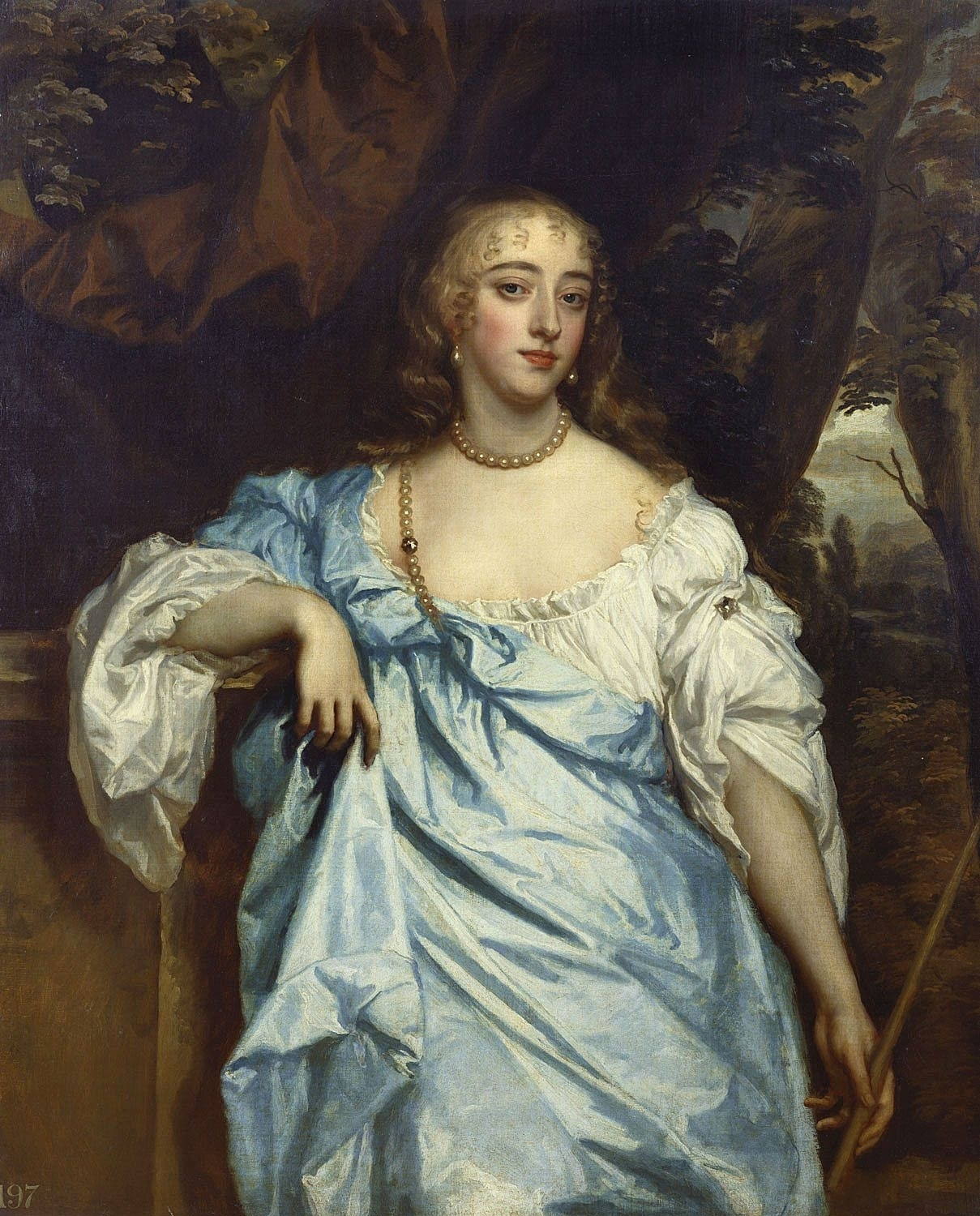
Мэри Бэгот, графиня Дорсет, первая жена Чарльза Сэквилла

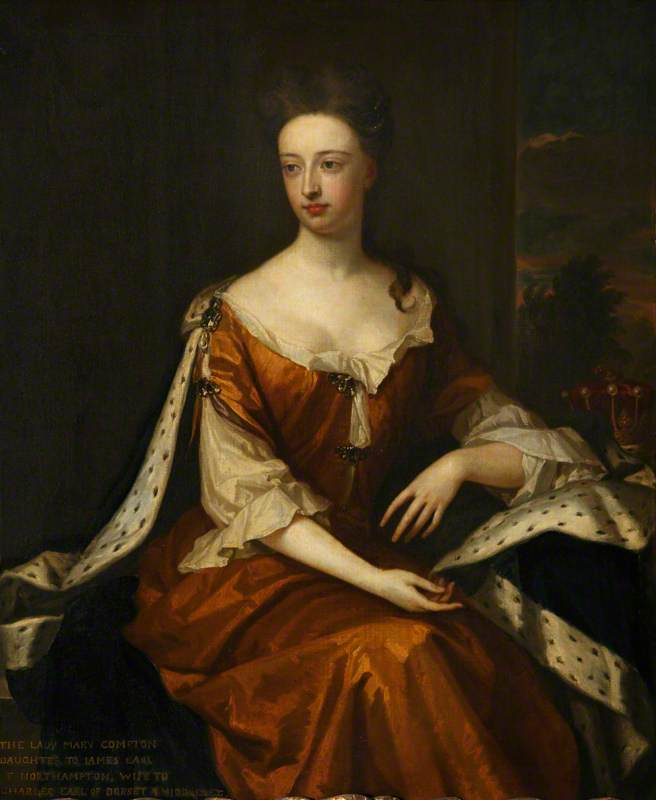
Леди Мэри Комптон, графиня Дорсет, вторая жена Чарльза Сэквилла

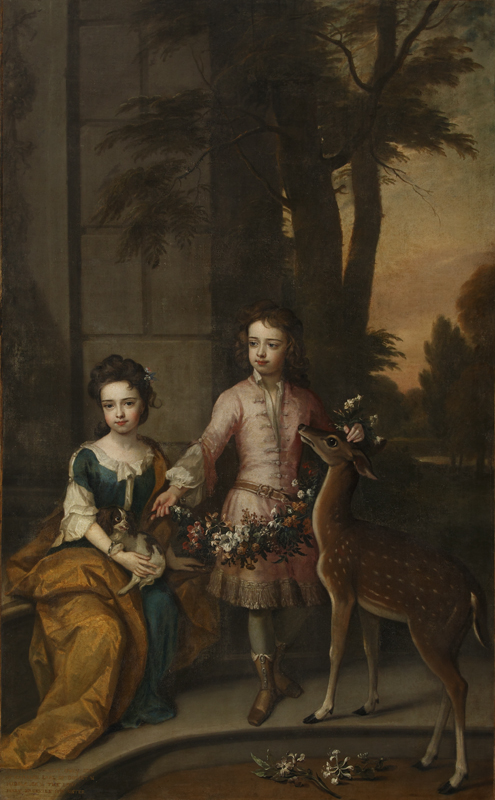
У Чарльза Сэквилла было двое детей от его второй жены Мэри Комптон: Лайонел (справа) и Мэри (слева).

Чарльз Сэквилл был трижды женат. В июне 1674 года он женился первым браком на Мэри Бэгот (1645 — 12 сентября 1679), вдове Чарльза Беркли, 1-го графа Фалмута, дочери Херви Бэгота и Дороти Арден. Первый брак был бездетным.
7 марта 1685 года он женился вторым браком на Мэри Комптон ((1669 — 6 августа 1691), дочери Джеймса Комптона, 3-го графа Нортгемптона, и Мэри Ноэль. Дети от второго брака:
- Лайонел Крэнфилд Сэквилл, 1-й герцог Дорсет (18 января 1687 — 10 октября 1765), преемник отца.
- Леди Мэри Сэквилл (24 апреля 1688 — 18 июня 1705), жена с 1702 года Генри Сомерсета, 2-го герцога Бофорта.

У него было две внебрачные дочери: Мэри Сэквилл (? — 26 июня 1714) и Энн Ли Сэквилл (1667—1738).
Чарльз Сэквилл скончался в Бате в 1706 году.

## Работы
Четвертый акт «Помпея Великого», трагедии, переведенной с французского некоторыми выдающимися людьми, написан графом Дорсетом. Сатиры, за которые Поуп причислил его к мастерам этого рода, по-видимому, были короткими памфлетами, за исключением «Верного каталога наших самых выдающихся дураков» (перепечатанного в Bibliotheca Curiosa под изд. Голдсмида, 1885). Произведения графов Рочестера, Роскоммона и Дорсета, герцогов Девоншира, Бекингема и т. д. с «Воспоминаниями об их жизни» (1731 г.) занесены в каталог (№ 20841) Гербертом Боном в 1841 году. Его стихи включены в сборники Андерсона и другие сборники британских поэтов.

## Изображение в фильме
Чарльз Сэквилл изображается Джонни Вегасом как неизменный спутник коллеги-писателя и остроумного Джорджа Этериджа (Том Холландер) в фильме 2004 года «Распутник», экранизации одноименной пьесы Стивена Джеффриса, в которой изображен граф Рочестер и группа «Веселая банда».